# Incidencia fiscal
La incidencia del impuesto es el efecto por el que un impuesto
acaba recayendo sobre un contribuyente que no tiene medio de trasladarlo a otros. Por ejemplo, en el Impuesto sobre el valor añadido o agregado (IVA), el impuesto recae sobre el consumidor final.
La incidencia fiscal es el análisis de un impuesto particular sobre la distribución del bienestar económico. Los primeros en utilizar el concepto fueron los  Fisiócratas en Francia, en referencia a la tributación de la tierra, la principal fuente de ingresos de las economías del Antiguo Régimen.

## Definiciones de incidencia fiscal
La incidencia fiscal puede referirse al pagador final de un impuesto. Así, si un gobierno incrementa el impuesto sobre el petróleo, las compañías petroliferas pueden absorberlo si la competencia es intensa, o en su defecto pueden transferirlo directamente a los conductores privados.
A nivel agregado, el concepto de incidencia fiscal se emplea en ciencia política y sociología para analizar el nivel de recursos extraído de cada estrato social de ingresos, con el fin de describir cómo está distribuida la carga fiscal entre las clases sociales. Esto permite derivar algunas inferencias sobre la naturaleza progresiva del sistema fiscal, de acuerdo a principios de equidad vertical.

## Análisis de la carga fiscal
Generalmente se realizan estudios de distintas distribuciones de la carga fiscal a nivel comparativo, ya sea a nivel geográfico (entre distintos países), o de forma intertemporal (comparando distribuciones bajo distintos gobiernos o regímenes). El análisis de la carga fiscal pretende describir el modo en que el sector público es financiado por las distintas clases sociales.
En los Estados Unidos existe una enorme transparencia respecto a como la carga tributaria incide sobre cada una de sus clases sociales. Así, la Oficina de Presupuestos del Congreso (Congressional Budget Office) elabora una serie de informes sobre la participación de todos los impuestos federales pagados por los contribuyentes, de acuerdo a su nivel de ingresos. Sus datos para 2002 muestran lo siguiente: 
- El 5% mayor de contribuyentes paga el 54,5% de todos los impuestos sobre la renta individuales, y el 38,5% de todos los impuestos federales.
- El 10% mayor de contribuyentes paga el 67,4% de todos los impuestos sobre la renta individuales, y el 50% de todas las tasas federales.
- El quintil mayor paga el 82,5% de todos los impuestos sobre la renta individuales,  y el 65,3% de todos los impuestos federales.

Los números también muestran, que cuando se mide por quintiles, las contribuciones a la seguridad social son regresivas sobre un nivel impositivo efectivo sólo para el quintil más alto, dado que este quintil paga la mayor parte de las contribuciones a la seguridad social (44%). Fuente